# 847
847 (DCCCXLI) var ett normalår som började en lördag i den julianska kalendern.

## Händelser

### April
- 10 april – Sedan Sergius II har avlidit den 27 januari väljs Leo IV till påve.

### Okänt datum
- Ansgar blir ny biskop i Bremen. Vid denna tid sänder Ansgar eremiten Ardgar till Birka. Denne inger de fåtal kristna mod att åter hålla gudstjänst.
- Den stora moskén i Samarra byggs.

## Födda
- Flann Sinna, storkonung av Irland 879–916 (född detta eller nästa år).

## Avlidna
- 27 januari – Sergius II, påve sedan 844.